# قاعة هانتهاوزن
قاعة هانتهاوزن Hunthausen Hall هو مبنى يقع في حرم جامعة سياتل في ولاية واشنطن الأمريكية .

تم تسمية المبنى على اسم القس ريموند جي هانتهاوزن في عام 2004،  ويضم مدرسة اللاهوت والخدمة. 

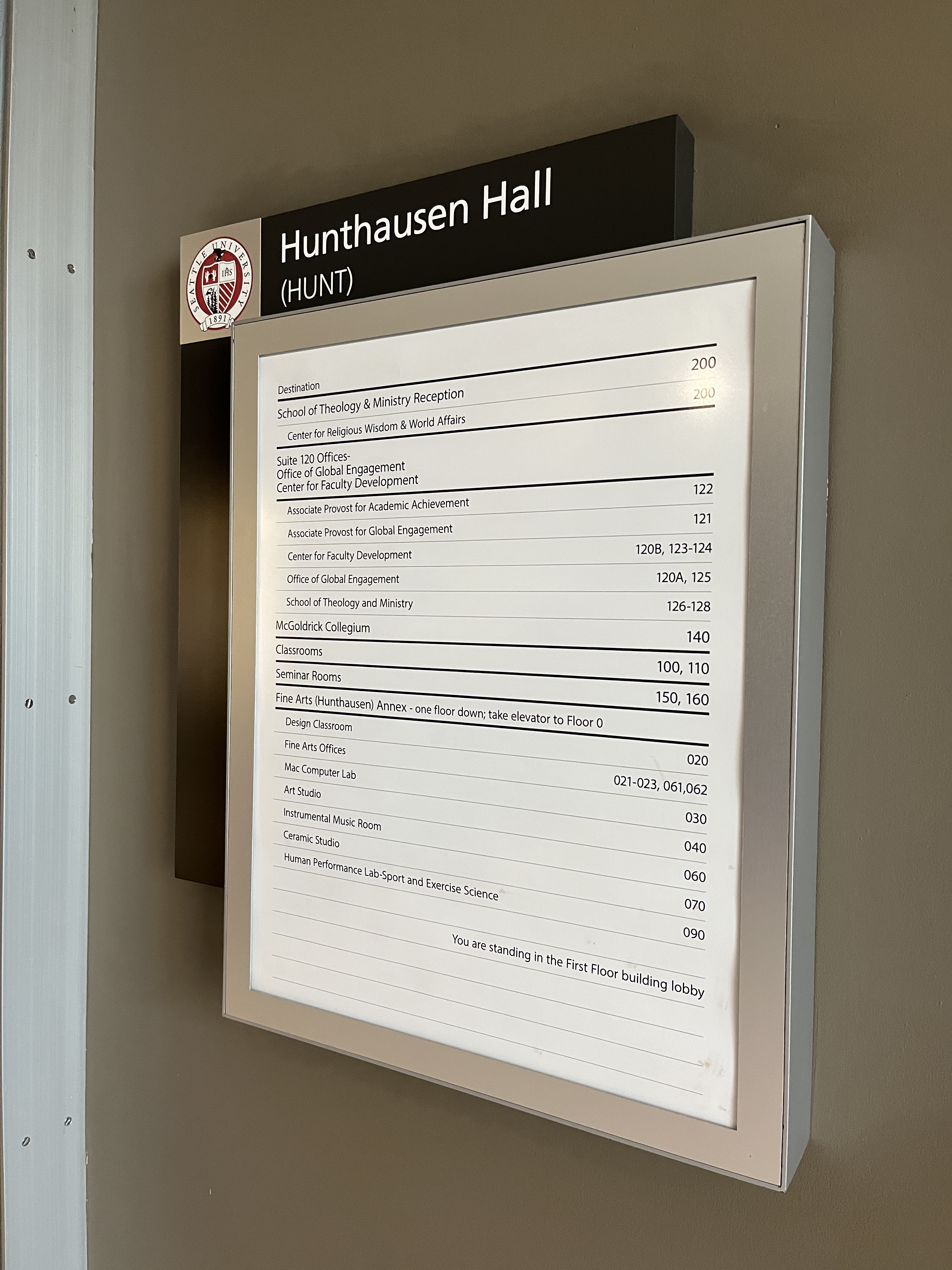
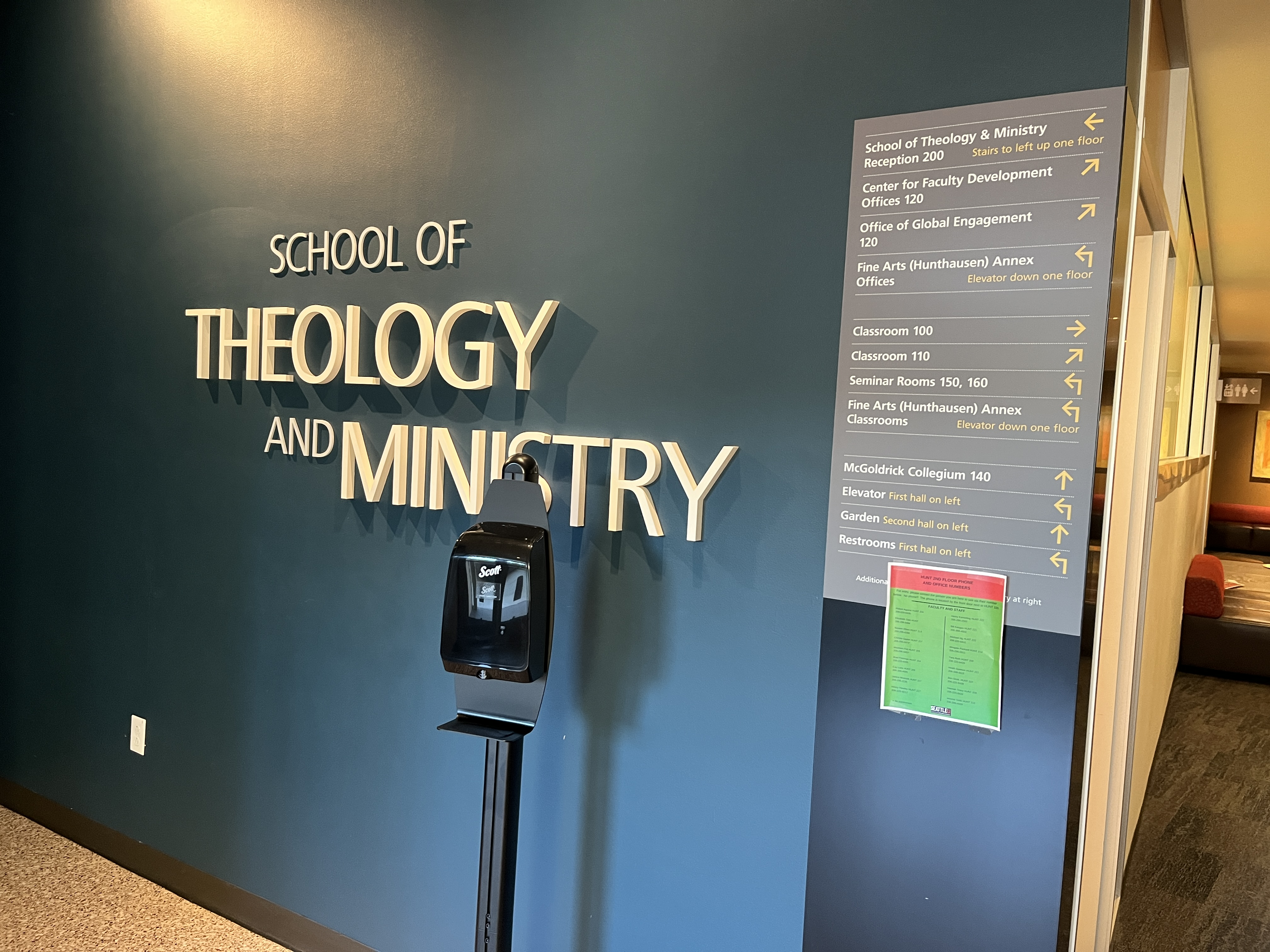
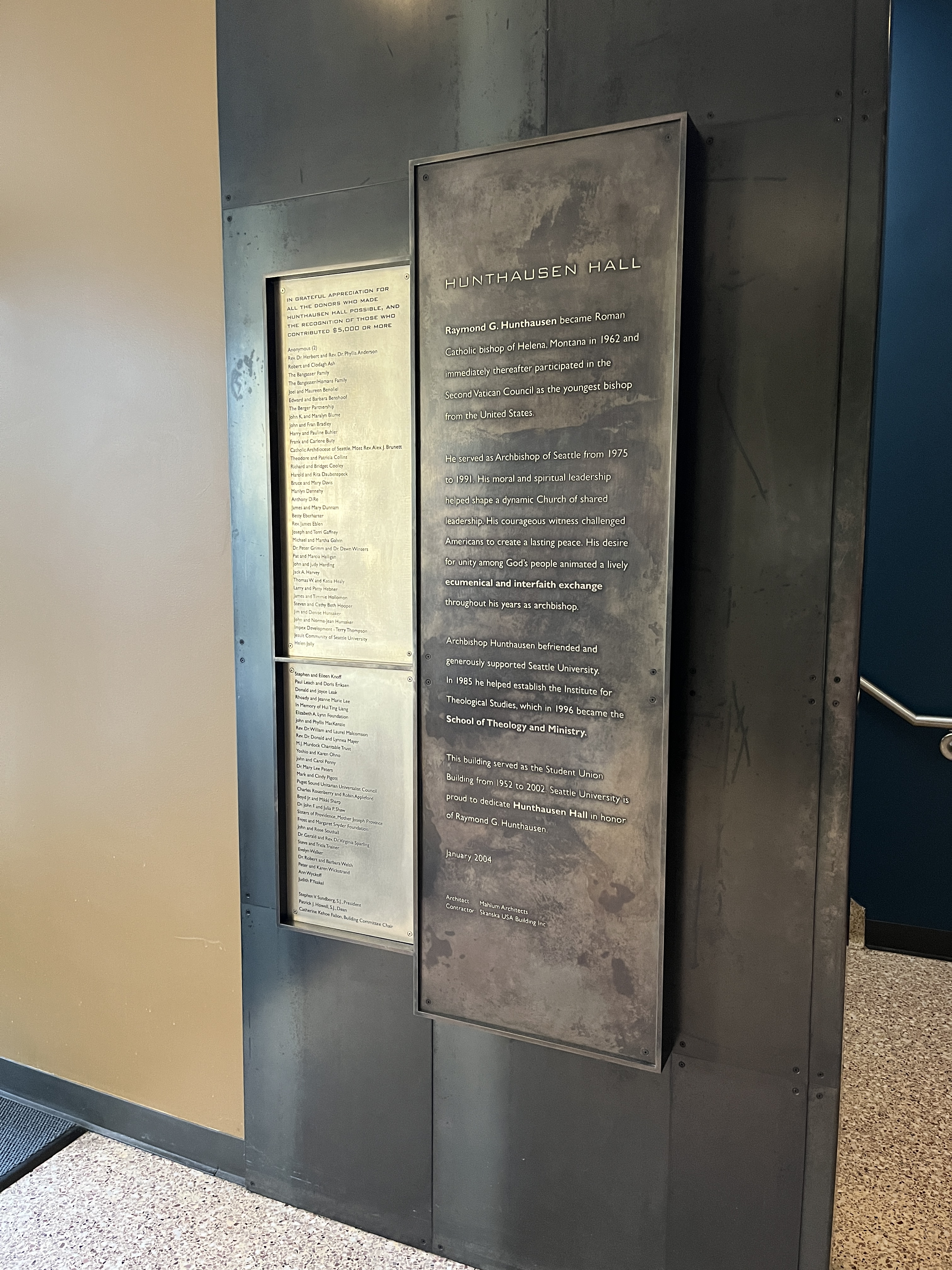